# Список музеїв Таганрога

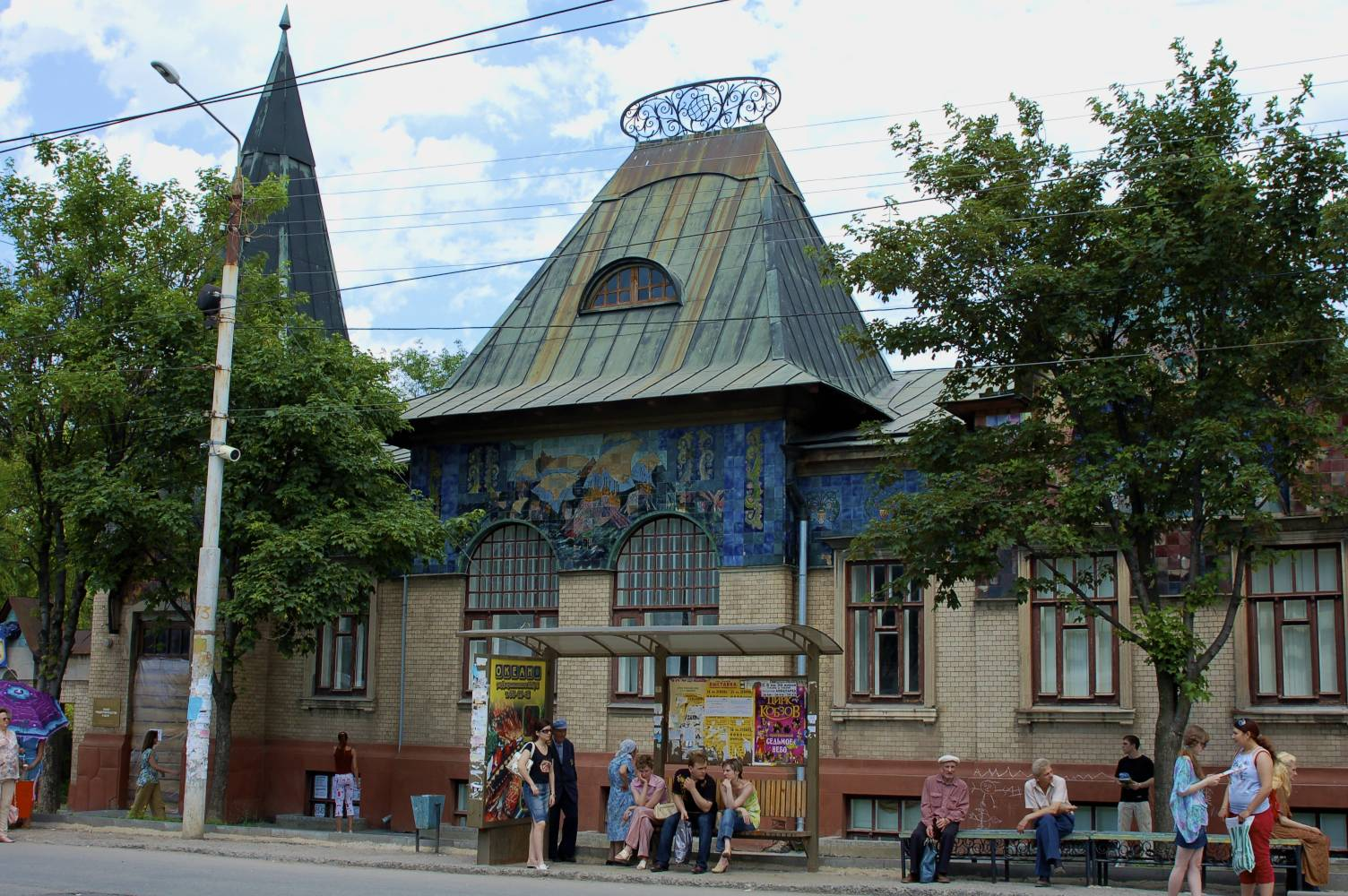
Музей містобудівництва і побуту

В цій статті наведено список музеїв міста Таганрог.

## Список
- Музей авіаційної техніки (Таганрог)
- Музей актриси Фаіни Раневської
- Художній музей (Таганрог)
- Музей Дурова
- Будинок-музей письменника Василенка
- Музей містобудівництва і побуту
- Музей ОМОНа
- Військово-історичний музей (Таганрог)
- Музей слави ліквідаторів ЧАЕС
- Музей «Лавка Чеховых»
- Музей Чехова
- Таганрозький краєзнавчий музей (Будинок Алферакі)

## Галерея

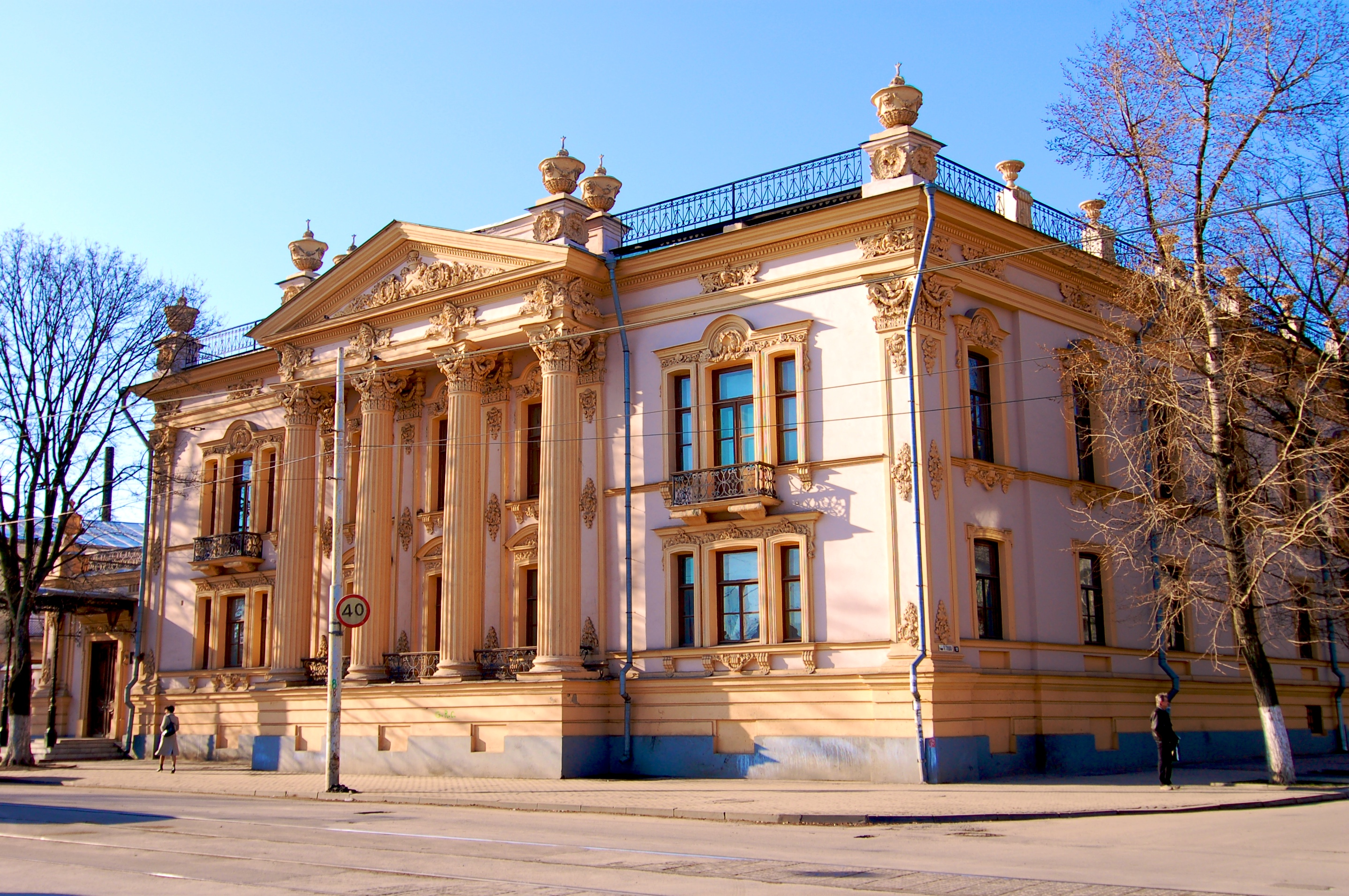
Таганрозький краєзнавчий музей (Будинок Алферакі)
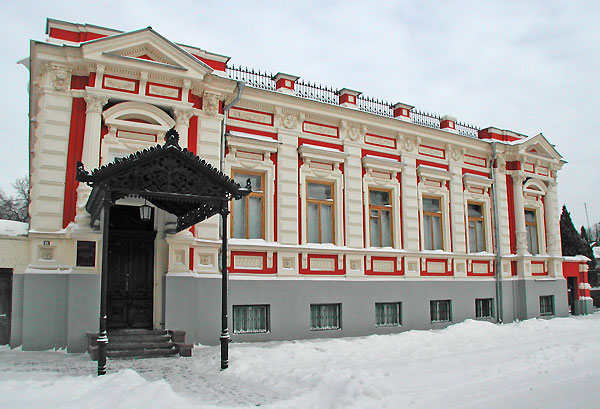
Художній музей (Таганрог)
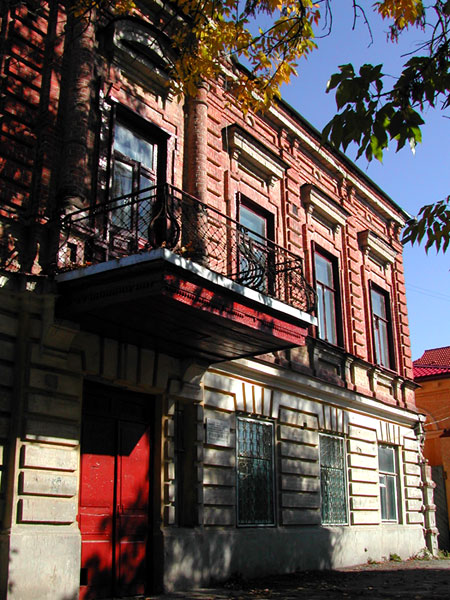
Музей актриси Фаіни Раневської
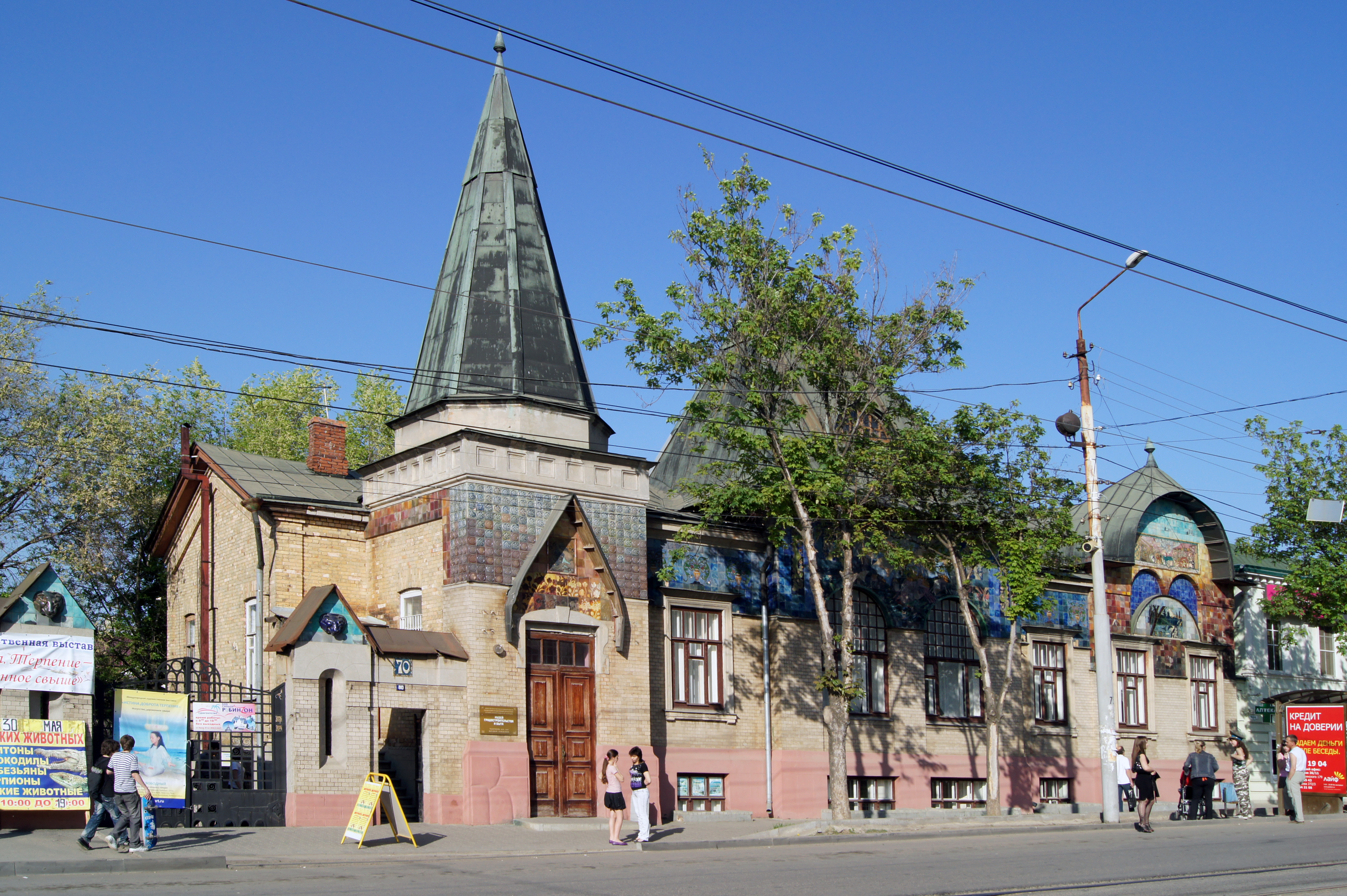
Музей містобудівництва і побуту
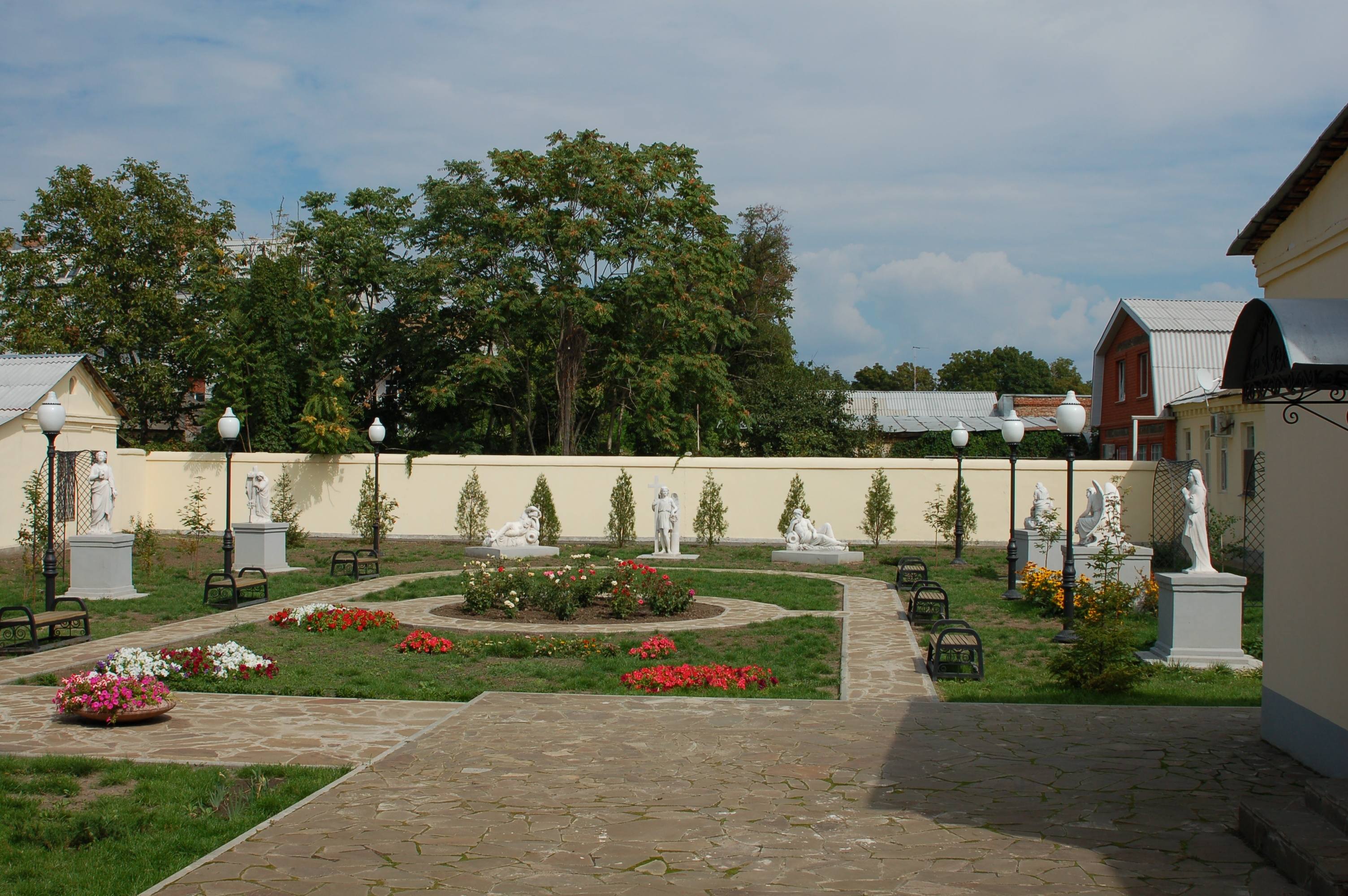
Внутрішній дворик Художнього музею
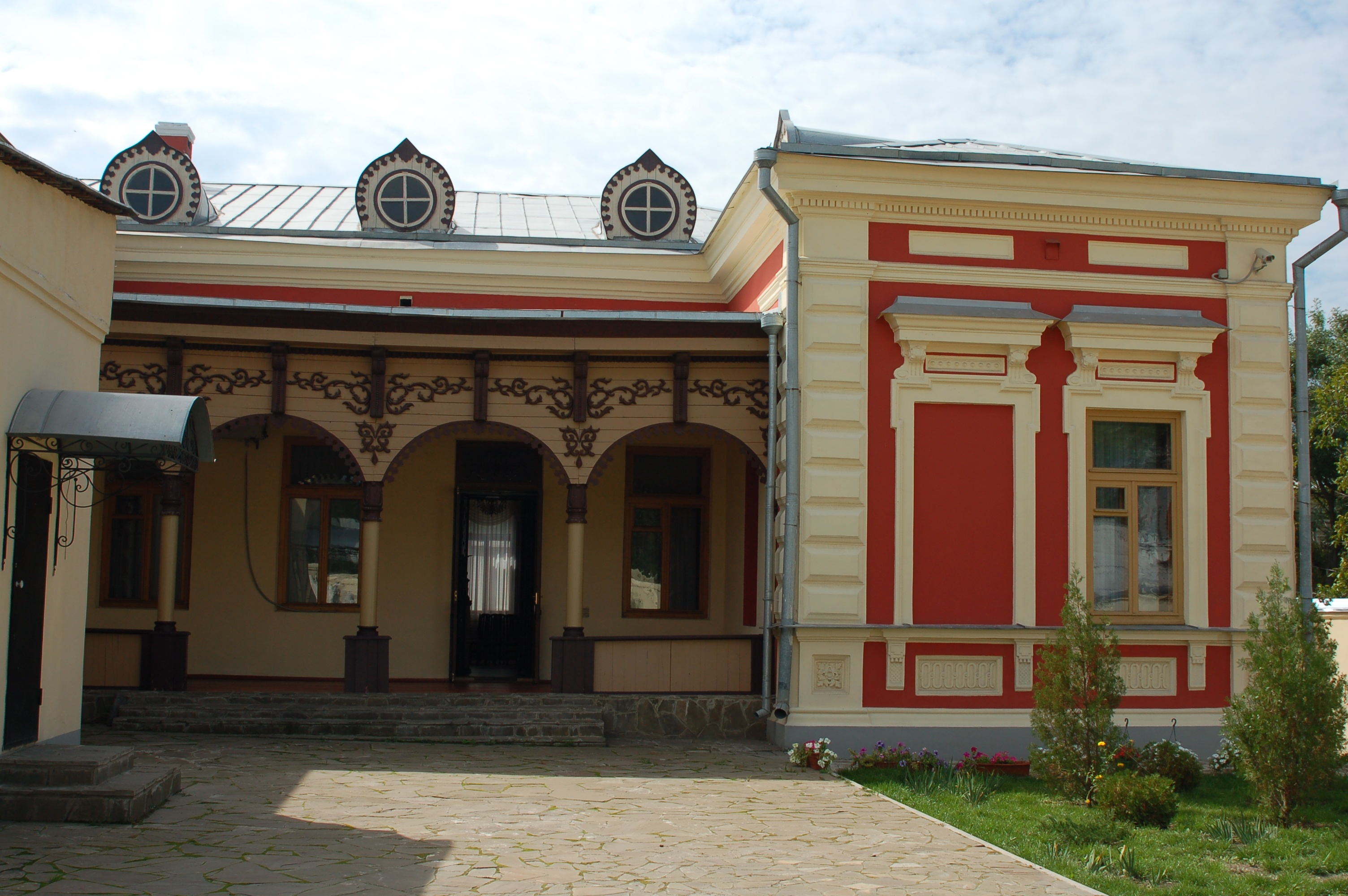
Лоджия в дворик музею
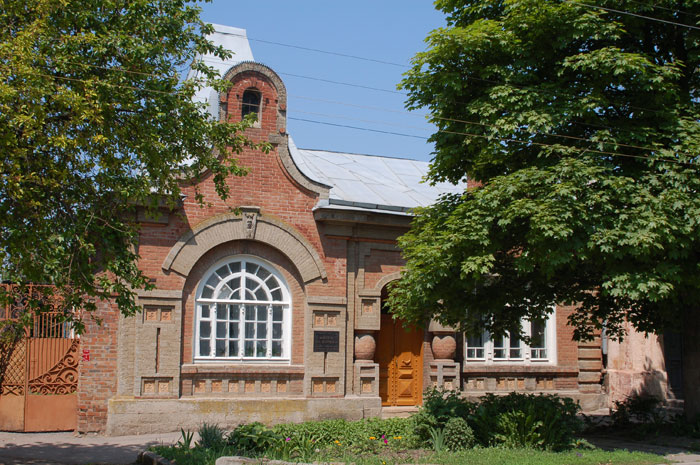
Музей Дурова.

| Росія | Це незавершена стаття з географії Росії. Ви можете допомогти проєкту, виправивши або дописавши її. |